# Portugália a 2010. évi téli olimpiai játékokon

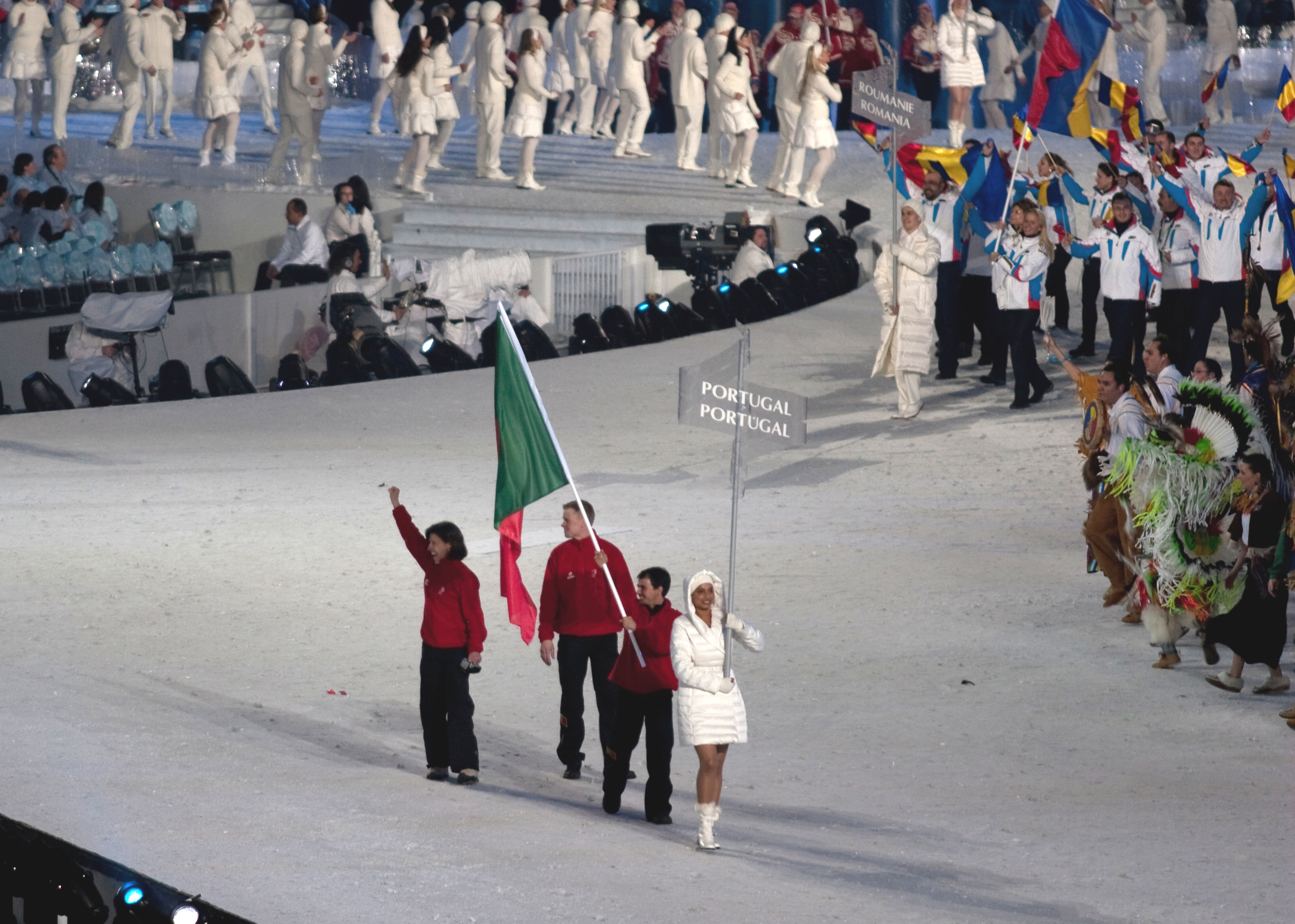
Portugália olimpiai küldöttsége a megnyitón

Portugália a kanadai Vancouverben megrendezett 2010. évi téli olimpiai játékok egyik részt vevő nemzete volt. Az országot az olimpián 1 sportágban 1 sportoló képviselte, aki érmet nem szerzett.

## Sífutás
Férfi
| Versenyző   | Versenyszám | Eredmény | Helyezés |
| ----------- | ----------- | -------- | -------- |
| Danny Silva | 15 km       | 49:31,4  | 95.      |